# Salamanios

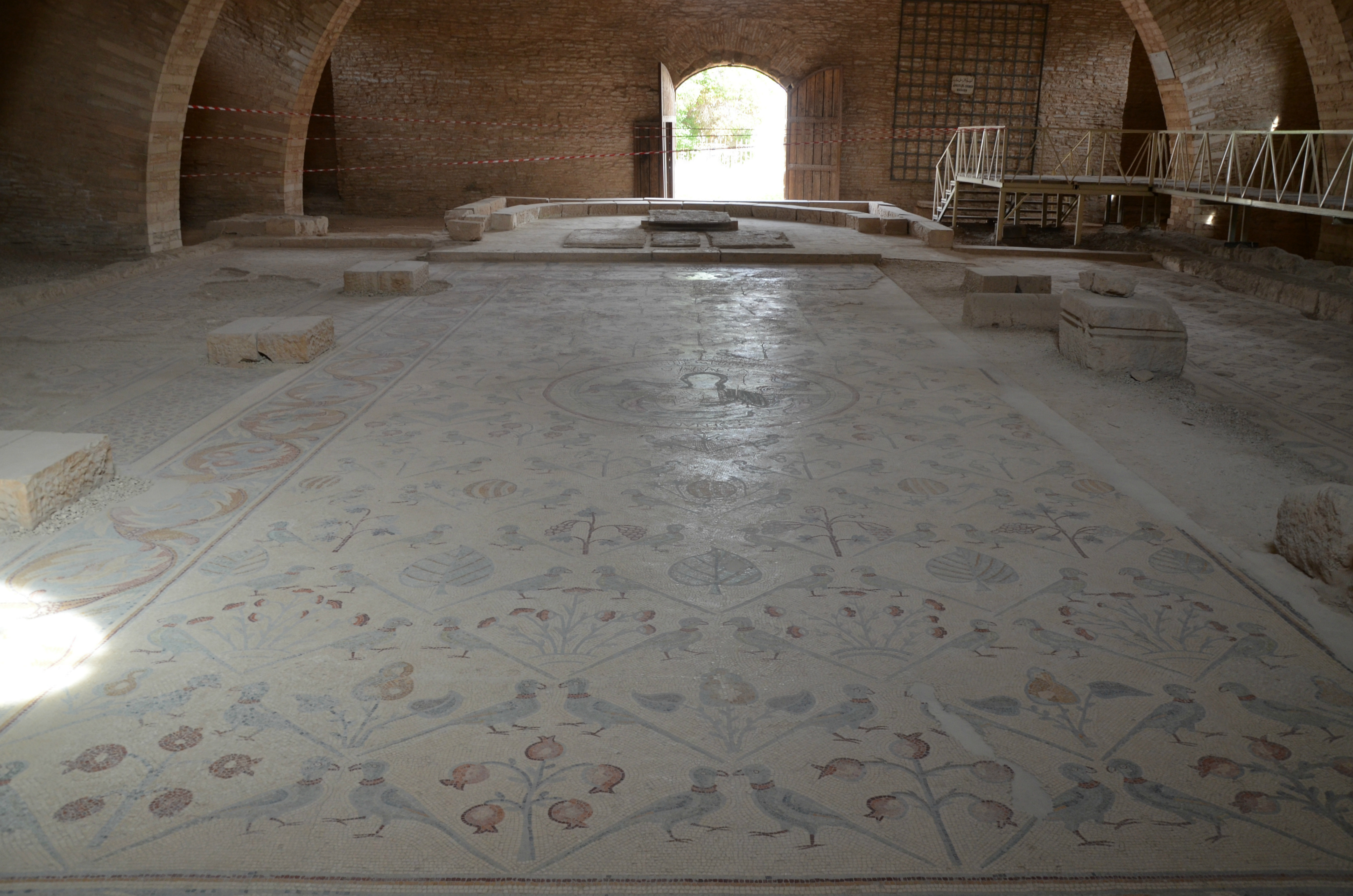
Apostelkirche in Madaba mit Mosaikboden

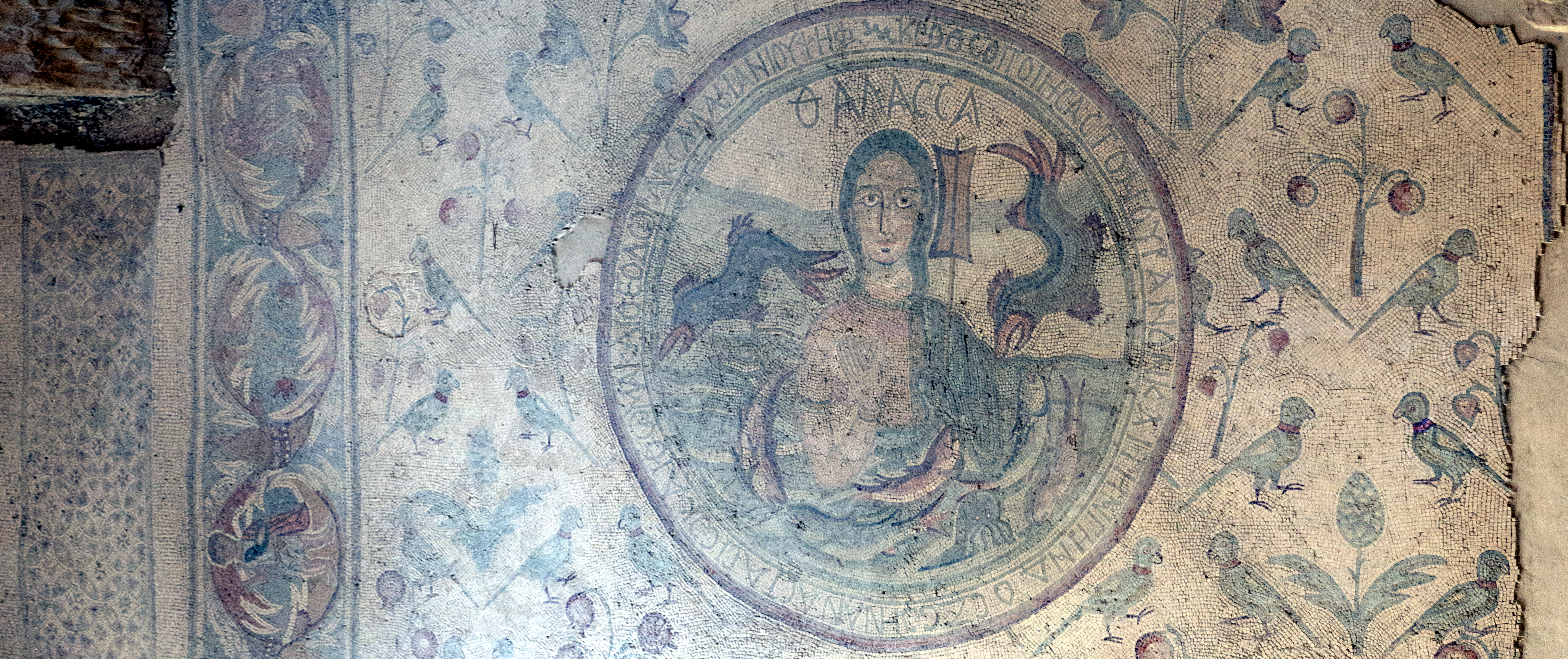
Medaillon mit Darstellung der Thalassa und Inschrift

Salamanios (Σαλαμάνιος) war ein spätantiker Mosaizist, der im 6. Jahrhundert in Arabia, dem heutigen Jordanien, tätig war.
Er ist einzig durch die Nennung in einer Inschrift in der wahrscheinlich 578/9 errichteten Apostelkirche in Madaba bekannt. In einem Band um das Mittelmedaillon mit der Darstellung der Thalassa, der Personifikation des Meeres, findet sich die Inschrift: Κ(ύρι)ε ὁ θ(εό)ς ὁ ποιήσας τὸν οὐρανὸν καὶ τὴν γῆν, δὸς ζωὴν Ἀναστασίῳ καὶ Θωμᾷ καὶ Θεοδώρᾳ κ(αὶ) Σαλαμανίου ψηφ(οθέτου) („O Herr, Gott, der Himmel und Erde erschaffen hat, erwecke Anastasios, Thomas, Theodora und den Mosaizisten Salamanios zum Leben!“).
Peter Thomsen vermutete 1929, Salamanios sei auch der Mosaizist der Mosaikkarte von Madaba aus der Mitte des 6. Jahrhunderts gewesen, ohne dafür jedoch stichhaltige Gründe anführen zu können. Seine These fand daher keine Zustimmung.